# Almunge
Almunge – miejscowość (tätort) w Szwecji, w regionie administracyjnym (län) Uppsala (gmina Uppsala).
Miejscowość jest położona w prowincji historycznej (landskap) Uppland ok. 25 km na wschód od Uppsali.
W Almunge znajduje się stacja muzealnej linii wąskotorowej Upsala–Lenna Jernväg, nazywanej Lennakatten.
W 2010 roku Almunge liczyło 813 mieszkańców.